# Japan Open 1982
Die Japan Open 1982 im Badminton fanden vom 13. bis zum 16. Januar 1982 in Kobe statt. Das Preisgeld betrug 10 Millionen Yen.

## Finalergebnisse
| Disziplin    | Sieger                           | Finalist                        | Ergebnis          |
| ------------ | -------------------------------- | ------------------------------- | ----------------- |
| Herreneinzel | Thomas Kihlström                 | Steve Baddeley                  | 15–8, 15–4        |
| Dameneinzel  | Li Lingwei                       | Fumiko Tookairin                | 11–2, 11–2        |
| Herrendoppel | Hariamanto Kartono Rudy Heryanto | Mike Tredgett Martin Dew        | 9–15, 15–7, 18–14 |
| Damendoppel  | Nora Perry Jane Webster          | Verawaty Wiharjo Ruth Damayanti | 3–15, 15–7, 15–12 |
| Mixed        | Mike Tredgett Nora Perry         | Martin Dew Jane Webster         | 15–10, 15–2       |